# Championnat de France de football 2010-2011
Navigation
Ligue 1 2009-2010 Ligue 1 2011-2012
La saison 2010-2011 de Ligue 1 est la 73e édition du championnat de France de football et la neuvième sous l'appellation « Ligue 1 ». Le premier niveau du championnat oppose vingt clubs français en une série de trente-huit rencontres jouées durant la saison de football. Elle a débuté le samedi 7 août 2010 et s'est achevée le 29 mai 2011.
Les meilleurs de ce championnat se qualifient pour les compétitions européennes que sont la Ligue des Champions (le podium, le troisième passant un barrage) et la Ligue Europa (les suivants, via un ou deux tours). Le nombre de qualifiés en Ligue Europa via le championnat, de un à trois, varie en fonction des vainqueur et finaliste de la coupe nationale, et du vainqueur Coupe de la Ligue.
Cette Saison est marquée par la relégation de Monaco. Le club était parmi l'élite depuis 1977
avec 33 saisons d'affilée.
Le LOSC Lille Métropole est sacré champion de France pour la 3e fois de son histoire le 21 mai après son match nul (2-2) face au Paris SG au Parc des Princes.
Cette saison est notamment marquée par l'apparition de la pelouse synthétique, adoptée par le FC Lorient et l'AS Nancy-Lorraine pour leurs stades, une première au niveau professionnel.

## Clubs participants
| \| Lille OSC FC Girondins de Bordeaux Montpellier HSC0 Olympique lyonnais RC Lens AS Nancy Lorraine · Olympique · de Marseille Stade rennais FC Toulouse FC AS Monaco FC FC Lorient Valenciennes FC Paris SG AJ Auxerre · OGC Nice AS Saint-Étienne FC Sochaux SM Caen Stade brestois 29 AC Arles \| Localisation des clubs engagés dans le championnat. |
| Lille OSC FC Girondins de Bordeaux Montpellier HSC0 Olympique lyonnais RC Lens AS Nancy Lorraine · Olympique · de Marseille Stade rennais FC Toulouse FC AS Monaco FC FC Lorient Valenciennes FC Paris SG AJ Auxerre · OGC Nice AS Saint-Étienne FC Sochaux SM Caen Stade brestois 29 AC Arles                                                           |

Les 17 premiers du Championnat de France de football 2009-2010 ainsi que les trois premiers de la Ligue 2 2009-2010 participent à la compétition.
Légende des couleurs
- Phase de groupes de la Ligue des Champions 2010-2011
- Tour de barrages de la Ligue des Champions 2010-2011
- Tour de barrages de la Ligue Europa 2010-2011
- Troisième tour de qualification de la Ligue Europa 2010-2011
- Promu de Ligue 2

| Club                   | Dernière montée | Budget en M€ | Classement 2009-2010 | Entraîneur                      | Depuis | Stade                        | Capacité théorique | Nombre de saisons en Ligue 1 |
| ---------------------- | --------------- | ------------ | -------------------- | ------------------------------- | ------ | ---------------------------- | ------------------ | ---------------------------- |
| Olympique de Marseille | 1996            | 140          | 1                    | Didier Deschamps                | 2009   | Stade Vélodrome              | 60 013             | 60                           |
| Olympique lyonnais     | 1989            | 150          | 2                    | Claude Puel                     | 2008   | Stade de Gerland             | 42 591             | 51                           |
| AJ Auxerre             | 1980            | 40           | 3                    | Jean Fernandez                  | 2006   | Stade de l'Abbé-Deschamps    | 23 467             | 30                           |
| Lille OSC              | 2000            | 55           | 4                    | Rudi Garcia                     | 2008   | Stadium Lille Métropole      | 18 189             | 50                           |
| Montpellier HSC        | 2009            | 33           | 5                    | René Girard                     | 2009   | Stade de la Mosson           | 32 939             | 27                           |
| Girondins de Bordeaux  | 1992            | 80           | 6                    | Jean Tigana Éric Bedouet (Int.) | 2011   | Stade Chaban-Delmas          | 34 694             | 57                           |
| FC Lorient             | 2006            | 35           | 7                    | Christian Gourcuff              | 2003   | Stade du Moustoir            | 18 910             | 6                            |
| AS Monaco              | 1977            | 53           | 8                    | Guy Lacombe Laurent Banide      | 2011   | Stade Louis-II               | 18 523             | 53                           |
| Stade rennais FC       | 1994            | 45           | 9                    | Frédéric Antonetti              | 2009   | Stade de la route de Lorient | 29 778             | 53                           |
| Valenciennes FC        | 2006            | 30           | 10                   | Philippe Montanier              | 2009   | Stade Nungesser              | 16 547             | 29                           |
| RC Lens                | 2009            | 38           | 11                   | Jean-Guy Wallemme László Bölöni | 2011   | Stade Félix-Bollaert         | 41 229             | 56                           |
| AS Nancy-Lorraine      | 2005            | 40           | 12                   | Pablo Correa                    | 2002   | Stade Marcel-Picot           | 20 087             | 26                           |
| Paris SG               | 1974            | 80           | 13                   | Antoine Kombouaré               | 2009   | Parc des Princes             | 48 527             | 37                           |
| Toulouse FC            | 2003            | 40           | 14                   | Alain Casanova                  | 2008   | Stadium                      | 36 508             | 22                           |
| OGC Nice               | 2002            | 37           | 15                   | Éric Roy                        | 2009   | Stade du Ray                 | 18 696             | 51                           |
| FC Sochaux             | 2001            | 40           | 16                   | Francis Gillot                  | 2008   | Stade Auguste-Bonal          | 20 005             | 62                           |
| AS Saint-Étienne       | 2004            | 55           | 17                   | Christophe Galtier              | 2009   | Stade Geoffroy-Guichard      | 35 616             | 57                           |
| Stade Malherbe Caen    | 2010            | 31           | 1 (L2)               | Franck Dumas                    | 2005   | Stade Michel-d'Ornano        | 21 500             | 11                           |
| Stade brestois 29      | 2010            | 23,5         | 2 (L2)               | Alex Dupont                     | 2009   | Stade Francis-Le Blé         | 16 000             | 10                           |
| AC Arles-Avignon       | 2010            | 18           | 3 (L2)               | Michel Estevan Faruk Hadžibegić | 2010   | Parc des Sports d'Avignon    | 15 004             | 0                            |

## Compétition

### Règlement

#### Détermination du classement
Le classement est calculé avec le barème de points suivant : une victoire vaut trois points, le match nul un. La défaite ne rapporte aucun point. Critères de départage :
1. plus grande « différence de buts générale » ;
2. plus grand nombre de buts marqués ;
3. plus grande « différence de buts particulière » ;
4. meilleure place au « Challenge du fair-play » (1 point par joueur averti, 3 points par joueur exclu)[3].

#### Qualifications pour les coupes d'Europe
La France, grâce au cinquième coefficient de l'UEFA en mai 2009, bénéficie de six places en coupes d'Europe. Quatre au minimum sont distribués par le biais du championnat selon l'ordre sportif, et une va au vainqueur de la coupe de France ou au finaliste. Une autre place est attribuée au vainqueur de la Coupe de la ligue.
À l'issue de la saison, les trois premiers clubs du championnat de France de Ligue 1 sont qualifiés pour la Ligue des champions de l'UEFA 2011-2012. Les deux premiers sont directement qualifiés pour la phase de groupes, et le troisième doit passer par un tour de barrage pour non-champions.
Trois places sont à pourvoir en Ligue Europa 2011-2012. Il est important de noter que l'ordre de désignation des clubs et leur ordre d'entrée dans la compétition peut différer. Les trois clubs qualifiés sont :
1. Le vainqueur de la Coupe de France de football 2010-2011, s'il n'est pas dans les trois premiers du classement, à défaut le finaliste s'il n'est pas dans les trois premiers. Si les deux finalistes de la Coupe de France sont dans les trois premiers, la place est reportée pour le quatrième du championnat.
2. Le quatrième du championnat, ou le cinquième si les deux finalistes de la Coupe de France sont dans les trois premiers.
3. Le vainqueur de la Coupe de la Ligue s'il n'est pas déjà qualifié dans les cinq places ci-dessus (c'est-à-dire s'il n'est pas dans les quatre - si au moins un des deux finalistes de la coupe de France n'est pas dans les trois premiers - ou cinq premiers du championnat - si les des deux finalistes de la coupe de France sont dans les trois premiers - et s'il n'est pas lui-même soit vainqueur de la coupe de France soit finaliste contre un des trois premiers). Si le vainqueur de la Coupe de la Ligue est déjà qualifié, la troisième place en Ligue Europa revient au meilleur au championnat non encore qualifié pour une compétition européenne (c'est-à-dire le cinquième si au moins un des deux finalistes de la Coupe de France n'est pas dans les cinq premiers, le sixième sinon). Contrairement à ce qui se passe en Coupe de France, la place n'est en effet pas reporté au finaliste de la coupe de la Ligue.

La position des trois clubs ainsi déterminés est établie de la manière suivante, les deux premières positions étant qualificatives pour le tour de barrage et la troisième position pour le troisième tour. Si le vainqueur de la coupe de France n'est pas dans les trois premiers du championnat, il prend la première position. Les positions des deux autres clubs sont déterminées selon le classement de ces clubs dans le championnat, le mieux classé prenant la seconde. Si le vainqueur de la Coupe de France est dans les trois premiers du championnat, les trois positions sont déterminées selon le classement des trois clubs en championnat, le mieux classé prenant la première.
Il est également à noter que ces six clubs seront exemptés de seizièmes de finale de Coupe de la Ligue 2011-2012 où ils entreront en huitièmes de finale.

### Classement

#### Général
Voici le classement final, mis à jour le 29 mai 2011 à l'issue de la 38e journée.
| Rang | Équipe                       | Pts | J  | G  | N  | P  | Bp | Bc | Diff |
| ---- | ---------------------------- | --- | -- | -- | -- | -- | -- | -- | ---- |
| 1    | Lille OSC C                  | 76  | 38 | 21 | 13 | 4  | 68 | 36 | +32  |
| 2    | Olympique de Marseille T L S | 68  | 38 | 18 | 14 | 6  | 62 | 39 | +23  |
| 3    | Olympique lyonnais           | 64  | 38 | 17 | 13 | 8  | 61 | 40 | +21  |
| 4    | Paris Saint-Germain          | 60  | 38 | 15 | 15 | 8  | 56 | 41 | +15  |
| 5    | FC Sochaux-Montbéliard       | 58  | 38 | 17 | 7  | 14 | 60 | 43 | +17  |
| 6    | Stade rennais FC             | 56  | 38 | 15 | 11 | 12 | 38 | 35 | +3   |
| 7    | Girondins de Bordeaux        | 51  | 38 | 12 | 15 | 11 | 43 | 42 | +1   |
| 8    | Toulouse FC                  | 50  | 38 | 14 | 8  | 16 | 38 | 36 | +2   |
| 9    | AJ Auxerre                   | 49  | 38 | 10 | 19 | 9  | 45 | 41 | +4   |
| 10   | AS Saint-Étienne             | 49  | 38 | 12 | 13 | 13 | 46 | 47 | -1   |
| 11   | FC Lorient                   | 49  | 38 | 12 | 13 | 13 | 46 | 48 | -2   |
| 12   | Valenciennes FC              | 48  | 38 | 10 | 18 | 10 | 45 | 41 | +4   |
| 13   | AS Nancy-Lorraine            | 48  | 38 | 13 | 9  | 16 | 43 | 48 | -5   |
| 14   | Montpellier HSC              | 47  | 38 | 12 | 11 | 15 | 32 | 43 | -11  |
| 15   | SM Caen P                    | 46  | 38 | 11 | 13 | 14 | 46 | 51 | -5   |
| 16   | Stade brestois 29 P          | 46  | 38 | 11 | 13 | 14 | 36 | 43 | -7   |
| 17   | OGC Nice                     | 46  | 38 | 11 | 13 | 14 | 33 | 48 | -15  |
| 18   | AS Monaco FC                 | 44  | 38 | 9  | 17 | 12 | 36 | 40 | -4   |
| 19   | RC Lens                      | 35  | 38 | 7  | 14 | 17 | 35 | 58 | -23  |
| 20   | AC Arles-Avignon P           | 20  | 38 | 3  | 11 | 24 | 21 | 70 | -49  |

Qualifications européennes
Ligue des champions 2011-2012
- 1er et 2e : phase de groupes
- 3e : tour de barrages pour non-champions

Ligue Europa 2011-2012
- 4e et 5e : tour de barrages
- 6e : 3e tour de qualification

Relégation
- 18e, 19e et 20e : Ligue 2 2011-2012

Abréviations
- T : Tenant du titre
- C : Vainqueur de la Coupe de France 2010-2011
- L : Vainqueur de la Coupe de la Ligue 2010-2011
- S : Vainqueur du Trophée des champions 2010
- P : Promus de Ligue 2

#### Domicile et extérieur
| Rang | Équipe                 | Pts | J  | G  | N  | P  | Bp | Bc | Diff |
| ---- | ---------------------- | --- | -- | -- | -- | -- | -- | -- | ---- |
| 1    | Lille OSC              | 44  | 19 | 13 | 5  | 1  | 40 | 17 | +23  |
| 2    | Olympique lyonnais     | 40  | 19 | 11 | 7  | 1  | 35 | 12 | +23  |
| 3    | FC Sochaux-Montbéliard | 40  | 19 | 12 | 4  | 3  | 36 | 17 | +19  |
| 4    | Olympique de Marseille | 37  | 19 | 10 | 7  | 2  | 34 | 19 | +15  |
| 5    | Paris Saint-Germain    | 35  | 19 | 9  | 8  | 2  | 33 | 20 | +13  |
| 6    | Valenciennes FC        | 33  | 19 | 8  | 9  | 2  | 28 | 17 | +11  |
| 7    | Stade rennais          | 33  | 19 | 9  | 6  | 4  | 22 | 13 | +9   |
| 8    | FC Lorient             | 32  | 19 | 8  | 8  | 3  | 27 | 13 | +14  |
| 9    | OGC Nice               | 32  | 19 | 9  | 5  | 5  | 22 | 22 | 0    |
| 10   | Girondins de Bordeaux  | 30  | 19 | 8  | 6  | 5  | 22 | 17 | +5   |
| 11   | AJ Auxerre             | 28  | 19 | 6  | 10 | 3  | 26 | 18 | +8   |
| 12   | Toulouse FC            | 28  | 19 | 8  | 4  | 7  | 19 | 13 | +6   |
| 13   | AS Saint-Étienne       | 28  | 19 | 7  | 7  | 5  | 29 | 25 | +4   |
| 14   | Stade brestois         | 27  | 19 | 6  | 9  | 4  | 21 | 17 | +4   |
| 15   | AS Nancy-Lorraine      | 27  | 19 | 8  | 3  | 8  | 23 | 21 | +2   |
| 16   | Montpellier HSC        | 26  | 19 | 7  | 5  | 7  | 21 | 20 | +1   |
| 17   | SM Caen                | 25  | 19 | 6  | 7  | 6  | 22 | 25 | -3   |
| 18   | AS Monaco              | 24  | 19 | 5  | 9  | 5  | 16 | 17 | -1   |
| 19   | RC Lens                | 20  | 19 | 5  | 5  | 9  | 20 | 26 | -6   |
| 20   | AC Arles-Avignon       | 12  | 19 | 2  | 6  | 11 | 14 | 31 | -17  |

| Rang | Équipe                 | Pts | J  | G | N | P  | Bp | Bc | Diff |
| ---- | ---------------------- | --- | -- | - | - | -- | -- | -- | ---- |
| 1    | Lille OSC              | 32  | 19 | 8 | 8 | 3  | 28 | 19 | +9   |
| 2    | Olympique de Marseille | 31  | 19 | 8 | 7 | 4  | 28 | 20 | +8   |
| 3    | Paris Saint-Germain    | 25  | 19 | 6 | 7 | 6  | 23 | 21 | +2   |
| 4    | Olympique lyonnais     | 24  | 19 | 6 | 6 | 7  | 26 | 28 | -2   |
| 5    | Stade rennais          | 23  | 19 | 6 | 5 | 8  | 16 | 22 | -6   |
| 6    | Toulouse FC            | 22  | 19 | 6 | 4 | 9  | 19 | 23 | -4   |
| 7    | SM Caen                | 21  | 19 | 5 | 6 | 8  | 24 | 26 | -2   |
| 8    | Girondins de Bordeaux  | 21  | 19 | 4 | 9 | 6  | 21 | 25 | -4   |
| 9    | AJ Auxerre             | 21  | 19 | 4 | 9 | 6  | 19 | 23 | -4   |
| 10   | AS Saint-Étienne       | 21  | 19 | 5 | 6 | 8  | 17 | 22 | -5   |
| 11   | AS Nancy-Lorraine      | 21  | 19 | 5 | 6 | 8  | 20 | 27 | -7   |
| 12   | Montpellier HSC        | 21  | 19 | 5 | 6 | 8  | 11 | 23 | -12  |
| 13   | AS Monaco              | 20  | 19 | 4 | 8 | 7  | 20 | 23 | -3   |
| 14   | Stade brestois         | 19  | 19 | 5 | 4 | 10 | 15 | 26 | -11  |
| 15   | FC Sochaux             | 18  | 19 | 5 | 3 | 11 | 24 | 26 | -2   |
| 16   | FC Lorient             | 17  | 19 | 4 | 5 | 10 | 19 | 35 | -16  |
| 17   | Valenciennes FC        | 15  | 19 | 2 | 9 | 8  | 17 | 24 | -7   |
| 18   | RC Lens                | 15  | 19 | 2 | 9 | 8  | 15 | 32 | -17  |
| 19   | OGC Nice               | 14  | 19 | 2 | 8 | 9  | 11 | 26 | -15  |
| 20   | AC Arles-Avignon       | 8   | 19 | 1 | 5 | 13 | 7  | 39 | -32  |

### Matchs
| Résultats (▼dom., ►ext.)                                   | ACAA | AJA | FCGB | SB29 | SMC | RCL | LOSC | FCL | OL  | OM  | ASM | MHSC | ASNL | OGCN | PSG | SRFC | ASSE | FCSM | TFC | VAFC |
| AC Arles-Avignon                                           |      | 0-4 | 2-4  | 1-1  | 3-2 | 0-1 | 0-1  | 3-3 | 1-1 | 0-3 | 0-2 | 0-0  | 1-1  | 0-0  | 1-2 | 0-1  | 0-1  | 1-3  | 1-0 | 0-1  |
| AJ Auxerre                                                 | 1-1  |     | 0-1  | 0-1  | 1-1 | 1-1 | 1-1  | 2-2 | 4-0 | 1-1 | 1-1 | 1-0  | 2-2  | 2-0  | 1-0 | 2-1  | 2-2  | 2-0  | 1-2 | 1-1  |
| Girondins de Bordeaux                                      | 0-0  | 3-0 |      | 0-2  | 1-2 | 2-2 | 1-1  | 1-0 | 2-0 | 1-1 | 0-1 | 2-0  | 2-1  | 2-0  | 1-0 | 0-0  | 2-0  | 0-4  | 1-2 | 1-1  |
| Stade brestois                                             | 0-0  | 1-1 | 1-3  |      | 1-3 | 4-1 | 1-2  | 0-0 | 1-1 | 0-0 | 2-0 | 0-0  | 2-1  | 0-0  | 2-2 | 2-0  | 2-0  | 1-1  | 0-2 | 1-0  |
| SM Caen                                                    | 2-0  | 2-0 | 0-0  | 0-2  |     | 1-1 | 2-5  | 0-2 | 3-2 | 2-2 | 0-0 | 2-0  | 2-3  | 0-0  | 1-2 | 1-0  | 1-0  | 0-3  | 1-1 | 2-2  |
| RC Lens                                                    | 0-1  | 1-1 | 1-0  | 1-1  | 2-0 |     | 1-4  | 2-3 | 1-3 | 0-1 | 2-2 | 2-0  | 1-2  | 1-0  | 0-2 | 0-0  | 2-1  | 2-3  | 0-1 | 1-1  |
| Lille OSC                                                  | 5-0  | 1-0 | 1-1  | 3-1  | 3-1 | 1-0 |      | 6-3 | 1-1 | 1-3 | 2-1 | 3-1  | 3-0  | 1-1  | 0-0 | 3-2  | 1-1  | 1-0  | 2-0 | 2-1  |
| FC Lorient                                                 | 2-0  | 1-2 | 5-1  | 2-0  | 0-1 | 3-0 | 1-1  |     | 2-0 | 2-2 | 2-1 | 0-0  | 0-0  | 1-2  | 1-1 | 2-0  | 0-0  | 1-1  | 0-0 | 2-1  |
| Olympique lyonnais                                         | 5-0  | 1-1 | 0-0  | 1-0  | 0-0 | 3-0 | 3-1  | 3-0 |     | 3-2 | 0-0 | 3-2  | 4-0  | 1-0  | 2-2 | 1-1  | 0-1  | 2-1  | 2-0 | 1-1  |
| Olympique de Marseille                                     | 1-0  | 1-1 | 2-1  | 3-0  | 1-2 | 1-1 | 1-2  | 2-0 | 1-1 |     | 2-2 | 4-0  | 1-0  | 4-2  | 2-1 | 0-0  | 2-1  | 2-1  | 2-2 | 2-2  |
| AS Monaco                                                  | 0-0  | 2-0 | 2-2  | 0-1  | 2-2 | 1-1 | 1-0  | 3-1 | 0-2 | 0-0 |     | 0-0  | 0-1  | 1-1  | 1-1 | 1-0  | 0-2  | 2-1  | 0-0 | 0-2  |
| Montpellier HSC                                            | 3-1  | 1-1 | 1-0  | 0-0  | 0-0 | 1-4 | 1-0  | 3-1 | 1-2 | 1-2 | 0-1 |      | 1-2  | 1-1  | 1-1 | 0-1  | 1-2  | 2-0  | 1-0 | 2-1  |
| AS Nancy-Lorraine                                          | 0-0  | 3-1 | 0-0  | 0-2  | 2-0 | 4-0 | 0-1  | 1-0 | 2-3 | 1-2 | 0-4 | 1-2  |      | 3-0  | 2-0 | 0-3  | 1-1  | 1-0  | 0-2 | 2-0  |
| OGC Nice                                                   | 3-2  | 1-0 | 2-1  | 1-1  | 0-4 | 0-0 | 0-2  | 2-0 | 2-2 | 1-0 | 3-2 | 0-1  | 1-1  |      | 0-3 | 1-2  | 2-1  | 1-0  | 2-0 | 0-0  |
| Paris SG                                                   | 4-0  | 2-3 | 1-2  | 3-1  | 2-1 | 0-0 | 2-2  | 0-0 | 1-0 | 2-1 | 2-2 | 2-2  | 2-2  | 0-0  |     | 0-0  | 3-1  | 2-1  | 2-1 | 3-1  |
| Stade rennais                                              | 4-0  | 0-0 | 0-0  | 2-1  | 1-1 | 2-0 | 1-1  | 1-2 | 1-1 | 0-2 | 1-0 | 0-1  | 0-2  | 2-0  | 1-0 |      | 0-0  | 2-1  | 3-1 | 1-0  |
| AS Saint-Étienne                                           | 2-0  | 1-1 | 2-2  | 2-0  | 1-1 | 3-1 | 1-2  | 1-2 | 1-4 | 1-1 | 1-1 | 3-0  | 2-1  | 0-2  | 1-1 | 1-2  |      | 3-2  | 2-1 | 1-1  |
| FC Sochaux                                                 | 2-1  | 1-1 | 1-1  | 2-1  | 3-2 | 3-0 | 0-0  | 2-0 | 0-2 | 1-2 | 3-0 | 0-0  | 1-0  | 4-0  | 3-1 | 5-1  | 2-1  |      | 1-3 | 2-1  |
| Toulouse FC                                                | 2-1  | 0-1 | 2-0  | 2-0  | 1-0 | 1-1 | 1-1  | 3-0 | 2-0 | 0-1 | 2-0 | 0-1  | 1-0  | 1-1  | 0-2 | 1-2  | 0-1  | 0-1  |     | 0-0  |
| Valenciennes FC                                            | 3-0  | 1-1 | 2-2  | 3-0  | 2-1 | 1-1 | 1-1  | 0-0 | 2-1 | 3-2 | 0-0 | 0-1  | 1-1  | 2-1  | 1-2 | 2-0  | 1-1  | 1-1  | 2-1 |      |
| - Victoire à domicile - Match nul - Victoire à l'extérieur |      |     |      |      |     |     |      |     |     |     |     |      |      |      |     |      |      |      |     |      |

### Évolution du classement
| Journées / Clubs |    |    |    |    |    |    |    |    |    |    |    |    |    |    |    |    |    |    |    |    |    |    |    |    |    |    |    |    |    |    |    |    |    |    |    |    |    |    |
|                  | 1  | 2  | 3  | 4  | 5  | 6  | 7  | 8  | 9  | 10 | 11 | 12 | 13 | 14 | 15 | 16 | 17 | 18 | 19 | 20 | 21 | 22 | 23 | 24 | 25 | 26 | 27 | 28 | 29 | 30 | 31 | 32 | 33 | 34 | 35 | 36 | 37 | 38 |
| ---------------- | -- | -- | -- | -- | -- | -- | -- | -- | -- | -- | -- | -- | -- | -- | -- | -- | -- | -- | -- | -- | -- | -- | -- | -- | -- | -- | -- | -- | -- | -- | -- | -- | -- | -- | -- | -- | -- | -- |
| ACAA             | 17 | 20 | 20 | 20 | 20 | 20 | 20 | 20 | 20 | 20 | 20 | 20 | 20 | 20 | 20 | 20 | 20 | 20 | 20 | 20 | 20 | 20 | 20 | 20 | 20 | 20 | 20 | 20 | 20 | 20 | 20 | 20 | 20 | 20 | 20 | 20 | 20 | 20 |
| AJA              | 7  | 12 | 14 | 19 | 17 | 19 | 17 | 14 | 17 | 15 | 11 | 13 | 10 | 10 | 13 | 13 | 14 | 13 | 14 | 14 | 15 | 15 | 17 | 16 | 17 | 16 | 18 | 17 | 17 | 18 | 15 | 16 | 15 | 13 | 10 | 11 | 12 | 9  |
| FCGB             | 18 | 19 | 17 | 14 | 18 | 13 | 13 | 10 | 7  | 9  | 9  | 10 | 8  | 7  | 7  | 8  | 8  | 9  | 8  | 10 | 8  | 10 | 9  | 12 | 10 | 7  | 8  | 8  | 8  | 8  | 10 | 6  | 8  | 9  | 11 | 8  | 9  | 7  |
| SB29             | 20 | 17 | 19 | 15 | 15 | 11 | 8  | 5  | 5  | 4  | 1  | 2  | 1  | 6  | 3  | 6  | 6  | 7  | 7  | 9  | 11 | 9  | 10 | 9  | 9  | 11 | 12 | 12 | 13 | 12 | 11 | 11 | 12 | 14 | 15 | 15 | 13 | 16 |
| SMC              | 4  | 2  | 2  | 6  | 6  | 4  | 4  | 9  | 11 | 10 | 14 | 16 | 17 | 18 | 18 | 19 | 18 | 19 | 19 | 18 | 16 | 17 | 15 | 14 | 14 | 14 | 15 | 13 | 14 | 17 | 18 | 18 | 16 | 16 | 16 | 14 | 16 | 15 |
| RCL              | 16 | 9  | 8  | 16 | 19 | 18 | 19 | 19 | 19 | 19 | 19 | 19 | 18 | 19 | 19 | 18 | 19 | 17 | 18 | 17 | 18 | 18 | 19 | 19 | 19 | 19 | 19 | 19 | 19 | 19 | 19 | 19 | 19 | 19 | 19 | 19 | 19 | 19 |
| LOSC             | 9  | 13 | 16 | 11 | 8  | 6  | 7  | 3  | 6  | 8  | 8  | 5  | 2  | 1  | 2  | 1  | 1  | 1  | 1  | 1  | 1  | 1  | 1  | 1  | 1  | 1  | 1  | 1  | 1  | 1  | 1  | 2  | 1  | 1  | 1  | 1  | 1  | 1  |
| FCL              | 8  | 15 | 18 | 12 | 14 | 16 | 14 | 16 | 13 | 16 | 13 | 9  | 11 | 12 | 11 | 12 | 11 | 12 | 12 | 12 | 12 | 11 | 11 | 8  | 8  | 8  | 9  | 9  | 9  | 9  | 7  | 7  | 6  | 7  | 7  | 7  | 7  | 11 |
| OL               | 12 | 16 | 10 | 17 | 16 | 17 | 18 | 17 | 14 | 14 | 10 | 11 | 9  | 8  | 8  | 5  | 3  | 4  | 4  | 4  | 3  | 6  | 5  | 4  | 5  | 3  | 3  | 4  | 4  | 3  | 3  | 3  | 3  | 3  | 3  | 3  | 3  | 3  |
| OM               | 15 | 18 | 13 | 10 | 13 | 8  | 6  | 8  | 4  | 2  | 3  | 4  | 6  | 5  | 1  | 4  | 5  | 5  | 5  | 5  | 5  | 4  | 3  | 3  | 3  | 4  | 4  | 2  | 2  | 2  | 2  | 1  | 2  | 2  | 2  | 2  | 2  | 2  |
| ASM              | 13 | 14 | 15 | 7  | 9  | 10 | 12 | 15 | 16 | 18 | 18 | 18 | 16 | 17 | 17 | 17 | 17 | 18 | 17 | 19 | 19 | 19 | 18 | 18 | 18 | 18 | 17 | 18 | 18 | 16 | 17 | 15 | 14 | 15 | 17 | 18 | 18 | 18 |
| MHSC             | 6  | 7  | 6  | 3  | 5  | 12 | 9  | 11 | 9  | 6  | 6  | 8  | 4  | 3  | 6  | 10 | 9  | 10 | 10 | 7  | 6  | 8  | 7  | 6  | 6  | 6  | 6  | 7  | 6  | 6  | 8  | 10 | 10 | 10 | 9  | 10 | 11 | 14 |
| ASNL             | 5  | 11 | 12 | 18 | 11 | 15 | 15 | 18 | 18 | 17 | 15 | 17 | 19 | 14 | 15 | 16 | 13 | 15 | 13 | 13 | 14 | 16 | 14 | 15 | 16 | 17 | 16 | 14 | 12 | 13 | 16 | 17 | 18 | 18 | 18 | 17 | 17 | 13 |
| OGCN             | 11 | 6  | 5  | 8  | 4  | 7  | 11 | 13 | 12 | 13 | 17 | 12 | 14 | 16 | 16 | 14 | 15 | 14 | 15 | 15 | 17 | 14 | 16 | 17 | 15 | 15 | 13 | 15 | 15 | 14 | 12 | 14 | 17 | 17 | 14 | 16 | 14 | 17 |
| PSG              | 1  | 4  | 7  | 13 | 7  | 9  | 5  | 7  | 3  | 7  | 7  | 3  | 5  | 4  | 4  | 2  | 2  | 2  | 2  | 2  | 2  | 2  | 4  | 5  | 4  | 5  | 5  | 5  | 5  | 5  | 4  | 4  | 4  | 4  | 4  | 4  | 4  | 4  |
| SRFC             | 10 | 3  | 3  | 2  | 2  | 3  | 2  | 1  | 1  | 1  | 2  | 1  | 3  | 2  | 5  | 3  | 4  | 3  | 3  | 3  | 4  | 3  | 2  | 2  | 2  | 2  | 2  | 3  | 3  | 4  | 5  | 5  | 5  | 5  | 5  | 5  | 5  | 6  |
| ASSE             | 19 | 10 | 11 | 5  | 3  | 1  | 1  | 2  | 2  | 3  | 4  | 6  | 7  | 9  | 10 | 11 | 7  | 6  | 6  | 8  | 7  | 5  | 6  | 7  | 7  | 10 | 7  | 6  | 7  | 7  | 6  | 8  | 9  | 8  | 8  | 9  | 8  | 10 |
| FCSM             | 3  | 8  | 9  | 4  | 10 | 5  | 10 | 6  | 10 | 11 | 16 | 15 | 15 | 11 | 9  | 7  | 10 | 11 | 11 | 11 | 10 | 12 | 13 | 11 | 12 | 9  | 11 | 11 | 10 | 10 | 9  | 9  | 7  | 6  | 6  | 6  | 6  | 5  |
| TFC              | 2  | 1  | 1  | 1  | 1  | 2  | 3  | 4  | 8  | 5  | 5  | 7  | 12 | 13 | 12 | 9  | 12 | 8  | 9  | 6  | 9  | 7  | 8  | 10 | 11 | 12 | 10 | 10 | 11 | 11 | 14 | 13 | 11 | 11 | 12 | 13 | 10 | 8  |
| VAFC             | 14 | 5  | 4  | 9  | 12 | 14 | 16 | 12 | 15 | 12 | 12 | 14 | 13 | 15 | 14 | 15 | 16 | 16 | 16 | 16 | 13 | 13 | 12 | 13 | 13 | 13 | 14 | 16 | 16 | 15 | 13 | 12 | 13 | 12 | 13 | 12 | 15 | 12 |

### Calendrier
Le calendrier général de la saison 2010-2011 a été entériné par le Conseil fédéral le 26 février 2010. Le calendrier précis des matchs a été dévoilé le 21 mai 2010.
|    | Juillet     | Août             | Septembre           | Octobre             | Novembre         | Décembre  | Janvier             | Février             | Mars                | Avril            | Mai          | Juin        |  |
| -- | ----------- | ---------------- | ------------------- | ------------------- | ---------------- | --------- | ------------------- | ------------------- | ------------------- | ---------------- | ------------ | ----------- |  |
| 1  | jeu.        | dim.             | mer.                | ven.                | lun.             | Journée 5 | sam.                | Huitièmes de finale | Quarts de finale    | ven.             | dim.         | mer.        |  |
| 2  | ven.        | lun.             | jeu.                | 8                   | Journée 4        | Journée 5 | dim.                | Huitièmes de finale | Quarts de finale    | 29               | lun.         | jeu.        |  |
| 3  | sam.        | mar.             | Biélorussie         | dim.                | Journée 4        | ven.      | lun.                | jeu.                | jeu.                | dim.             | Demi-finales | Biélorussie |  |
| 4  | dim.        | mer.             | sam.                | lun.                | Journée 4        | 16        | mar.                | ven.                | ven.                | lun.             | Demi-finales | sam.        |  |
| 5  | lun.        | 3e t. prél.      | dim.                | mar.                | ven.             | dim.      | mer.                | 22                  | 26                  | Quarts de finale | Demi-finales | dim.        |  |
| 6  | mar.        | ven.             | lun.                | mer.                | 12               | lun.      | jeu.                | dim.                | dim.                | Quarts de finale | ven.         | Ukraine     |  |
| 7  | mer.        | 1                | Bosnie              | jeu.                | dim.             | Journée 6 | ven.                | lun.                | lun.                | Quarts           | 34           | mar.        |  |
| 8  | jeu.        | dim.             | mer.                | Roumanie            | lun.             | Journée 6 | 32es de finale      | mar.                | Huitièmes de finale | ven.             | dim.         | mer.        |  |
| 9  | ven.        | lun.             | jeu.                | sam.                | Quarts de finale | jeu.      | 32es de finale      | Brésil              | Huitièmes de finale | 30               | lun.         | Pologne     |  |
| 10 | sam.        | mar.             | ven.                | dim.                | Quarts de finale | ven.      | lun.                | jeu.                | Huitièmes           | dim.             | mar.         | ven.        |  |
| 11 | dim.        | Norvège          | 5                   | lun.                | jeu.             | 17        | mar.                | ven.                | ven.                | lun.             | 35           | sam.        |  |
| 12 | lun.        | jeu.             | dim.                | Luxembourg          | ven.             | dim.      | mer.                | 23                  | 27                  | Quarts de finale | jeu.         | dim.        |  |
| 13 | mar.        | ven.             | lun.                | mer.                | 13               | lun.      | jeu.                | dim.                | dim.                | Quarts de finale | ven.         | lun.        |  |
| 14 | mer.        | 2                | Journée 1           | jeu.                | dim.             | mar.      | ven.                | lun.                | lun.                | Quarts           | Finale       | mar.        |  |
| 15 | jeu.        | lun.             | Journée 1           | ven.                | lun.             | Journée 6 | 20                  | Huitièmes de finale | Huitièmes de finale | ven.             | 36           | mer.        |  |
| 16 | ven.        | mar.             | Journée 1           | 9                   | mar.             | Journée 6 | dim.                | Huitièmes de finale | Huitièmes de finale | 31               | lun.         | jeu.        |  |
| 17 | sam.        | Tour de barrages | ven.                | dim.                | Angleterre       | ven.      | lun.                | Seizièmes           | Huitièmes           | dim.             | mar.         | ven.        |  |
| 18 | dim.        | Tour de barrages | 6                   | lun.                | jeu.             | 18        | Demi-finales        | ven.                | ven.                | lun.             | Finale       | sam.        |  |
| 19 | lun.        | Barrages         | dim.                | Journée 3           | ven.             | dim.      | Demi-finales        | 24                  | 28                  | Demi-finales     | jeu.         | dim.        |  |
| 20 | mar.        | ven.             | lun.                | Journée 3           | 14               | lun.      | jeu.                | dim.                | dim.                | Demi-finales     | ven.         | lun.        |  |
| 21 | mer.        | 3                | Seizièmes de finale | Journée 3           | dim.             | mar.      | ven.                | lun.                | lun.                | jeu.             | 37           | mar.        |  |
| 22 | jeu.        | dim.             | Seizièmes de finale | ven.                | lun.             | 19        | Seizièmes de finale | Huitièmes de finale | mar.                | ven.             | dim.         | mer.        |  |
| 23 | ven.        | lun.             | jeu.                | 10                  | Journée 5        | jeu.      | Seizièmes de finale | Huitièmes de finale | mer.                | Finale           | lun.         | jeu.        |  |
| 24 | sam.        | Tour de barrages | ven.                | dim.                | Journée 5        | ven.      | lun.                | Seizièmes           | jeu.                | 32               | mar.         | ven.        |  |
| 25 | dim.        | Tour de barrages | 7                   | lun.                | jeu.             | sam.      | mar.                | ven.                | Luxembourg          | lun.             | mer.         | sam.        |  |
| 26 | lun.        | Barrages         | dim.                | Huitièmes de finale | ven.             | dim.      | mer.                | 25                  | sam.                | Demi-finales     | jeu.         | dim.        |  |
| 27 | mar.        | ven.             | lun.                | Huitièmes de finale | 15               | lun.      | jeu.                | dim.                | dim.                | Demi-finales     | ven.         | lun.        |  |
| 28 | TDC         | 4                | Journée 2           | jeu.                | dim.             | mar.      | ven.                | lun.                | lun.                | Demi-finales     | Finale       | mar.        |  |
| 29 | 3e t. prél. | dim.             | Journée 2           | ven.                | lun.             | mer.      | 21                  |                     | Croatie             | ven.             | 38           | mer.        |  |
| 30 | ven.        | lun.             | Journée 2           | 11                  | mar.             | jeu.      | dim.                |                     | mer.                | 33               | lun.         | jeu.        |  |
| 31 | sam.        | mar.             |                     | dim.                |                  | ven.      | lun.                |                     | jeu.                |                  | mar.         |             |  |
|    | Juillet     | Août             | Septembre           | Octobre             | Novembre         | Décembre  | Janvier             | Février             | Mars                | Avril            | Mai          | Juin        |  |
|    |             |                  |                     |                     |                  |           |                     |                     |                     |                  |              |             |  |

## Événements de la saison

### Avant-saison
- Le conseil d'administration de la LFP a adopté le vendredi 21 mai le calendrier[6] des rencontres de Ligue 1 pour la saison 2010/2011.

| Équipe                | Entraîneur partant | Date de départ | Remplacé par | Date d'entrée en fonction |
| --------------------- | ------------------ | -------------- | ------------ | ------------------------- |
| Girondins de Bordeaux | Laurent Blanc      | 8 juin 2010    | Jean Tigana  | 8 juin 2010               |

### Saison
| Équipe                   | Entraîneur partant | Date de départ    | Remplacé par     | Date d'entrée en fonction |
| ------------------------ | ------------------ | ----------------- | ---------------- | ------------------------- |
| Arles-Avignon            | Michel Estevan     | 16 septembre 2010 | Faruk Hadžibegić | 2 octobre 2010            |
| RC Lens                  | Jean-Guy Wallemme  | 2 janvier 2011    | László Bölöni    | 2 janvier 2011            |
| AS Monaco                | Guy Lacombe        | 10 janvier 2011   | Laurent Banide   | 10 janvier 2011           |
| FC Girondins de Bordeaux | Jean Tigana        | 7 mai 2011        | Eric Bedouet     | 7 mai 2011                |

### Juillet 2010
- 28 juillet : L'Olympique de Marseille remporte le Trophée des champions à Radès en battant le Paris Saint-Germain aux tirs au but. C'est le premier Trophée des champions remporté par l'OM.
- 29 juillet (Ligue Europa - 3e tour aller) : Montpellier remporte à l'extérieur son match préliminaire pour la Ligue Europa face aux Hongrois du Gyori ETO FC (0-1).

### Août 2010
- 5 août (Ligue Europa - 3e tour retour): Montpellier HSC, est éliminé de la Ligue Europa en s'inclinant à domicile face au Gyory ETO FC (1-0 et 4 tab 3).
- 7-8 août (1re journée) : Le Paris SG commence la saison en s'imposant (3-1) à domicile face à l'AS Saint-Étienne et prend la tête du classement. Toulouse prend la 2e place en battant le promu Brest (0-2).

Quant à l'OM (champion de France en titre), il s'est incliné face au promu et champion de Ligue 2 le Caen (1-2) tandis que Lyon est allé chercher le match nul face à Monaco (0-0).
- 14-15 août (2e journée) : Marseille, s'incline au Stade Nungesser face à Valenciennes (3-2) et devient relégable tout comme Bordeaux et Lyon, qui perdent respectivement contre Caen et Toulouse.

Tous deux deviennent leader et dauphins.
Le Paris SG fait match nul à l'extérieur face à Lille OSC (0-0).
- 17 août (2e journée) : Reportée pour cause d'orages, la rencontre entre Monaco et Montpellier, s'est soldée sur un score nul et vierge (0-0). Les Monégasques descendent à la 14e place tandis que les Montpelliérains se retrouvent à la 7e place du classement.
- 17 août (Ligue des Champions - Barrages aller) : Pour son retour en compétition, l'Auxerre s'incline en Russie contre le Zénith Saint-Pétersbourg (1-0) lors du barrages aller de la Ligue des champions.

## Statistiques

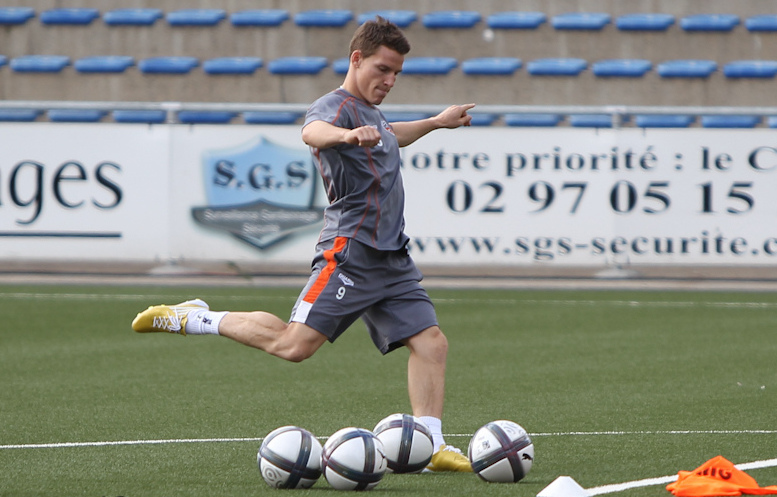
Kevin Gameiro (FC Lorient)
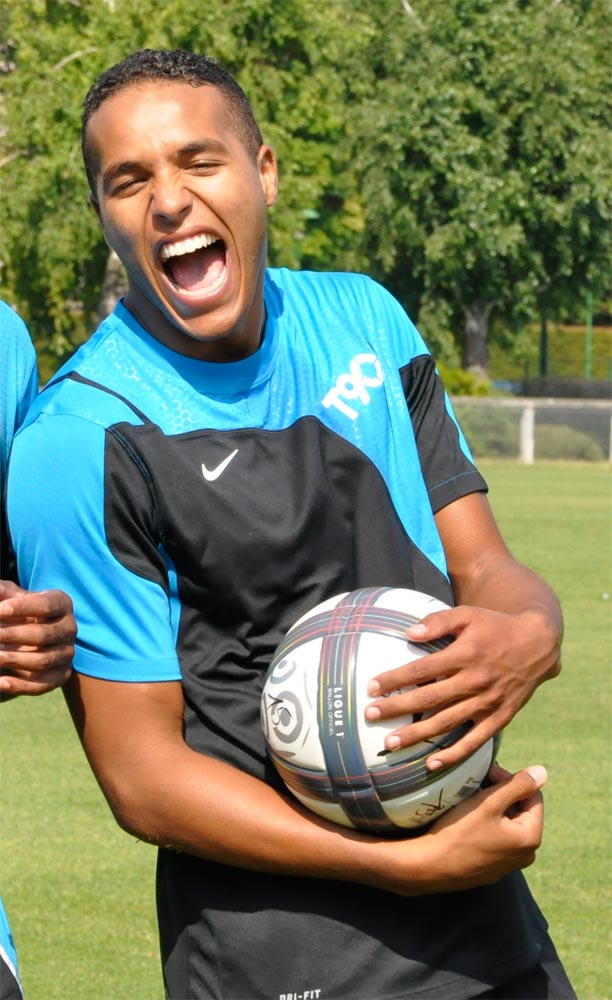
Youssef El-Arabi (SM Caen)
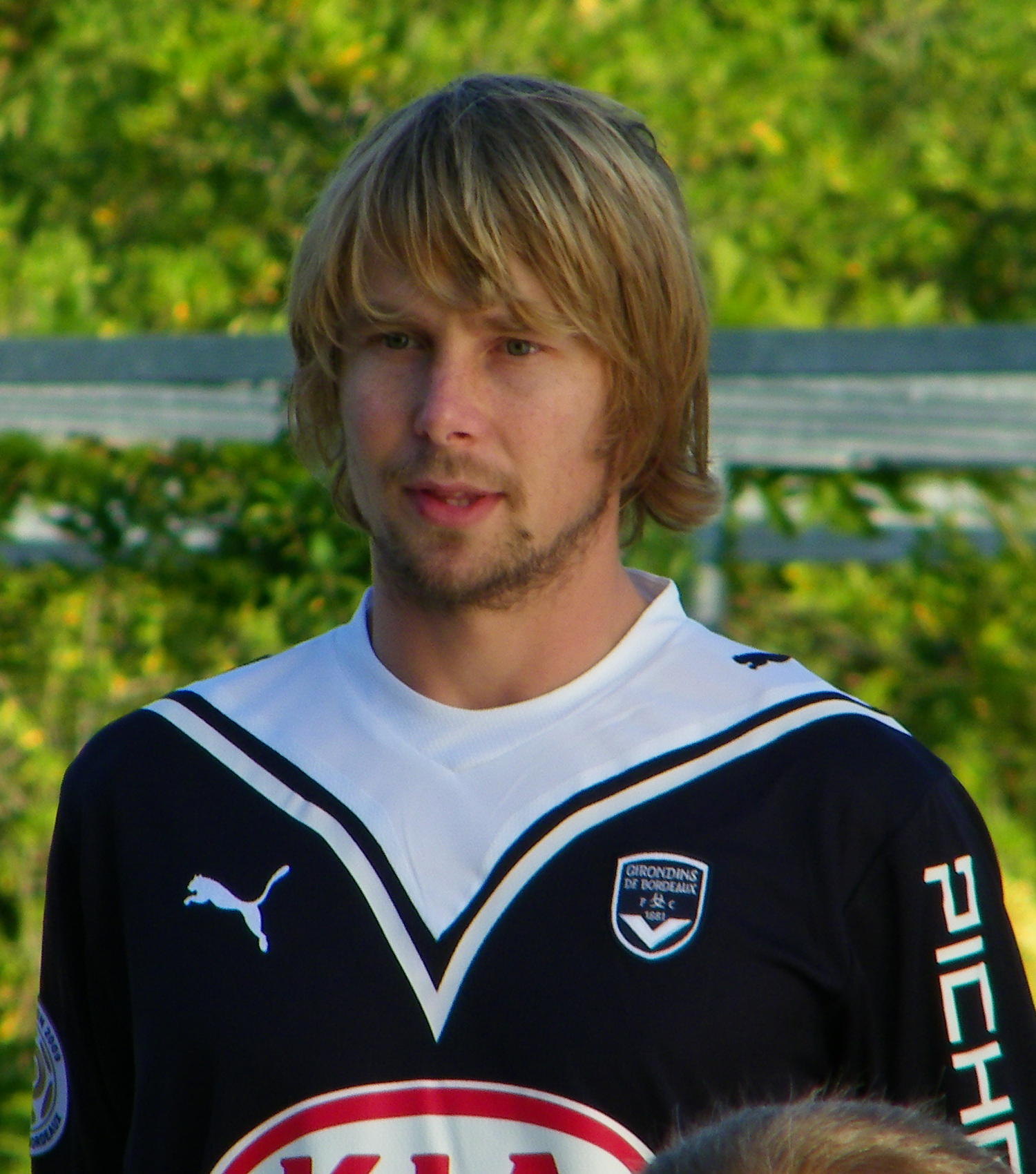
Jaroslav Plašil (FC Girondins de Bordeaux)
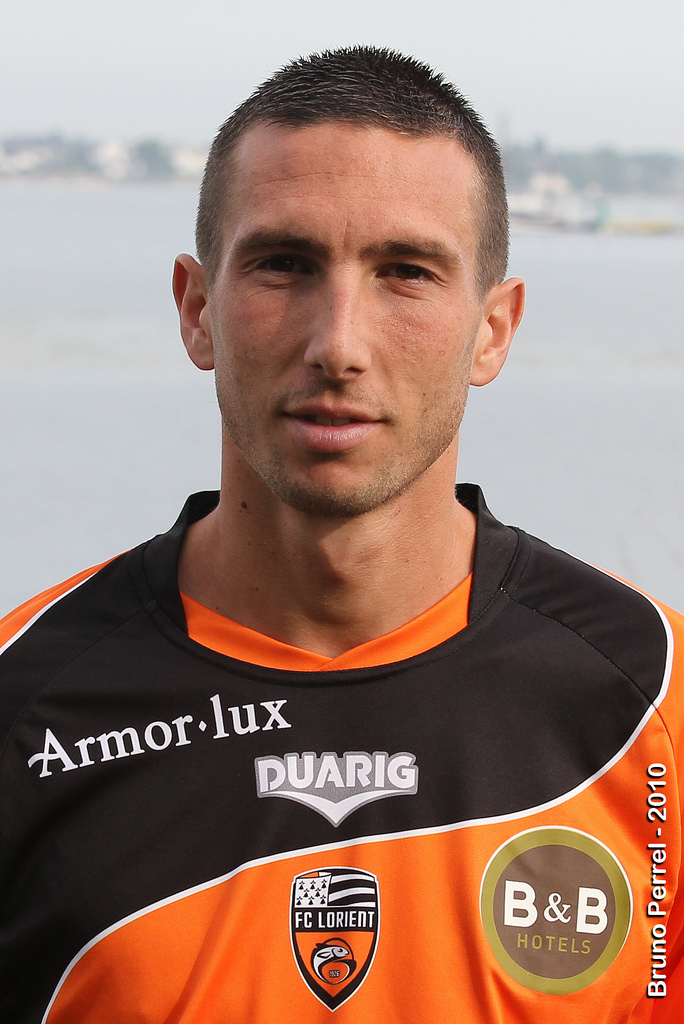
Morgan Amalfitano (FC Lorient)
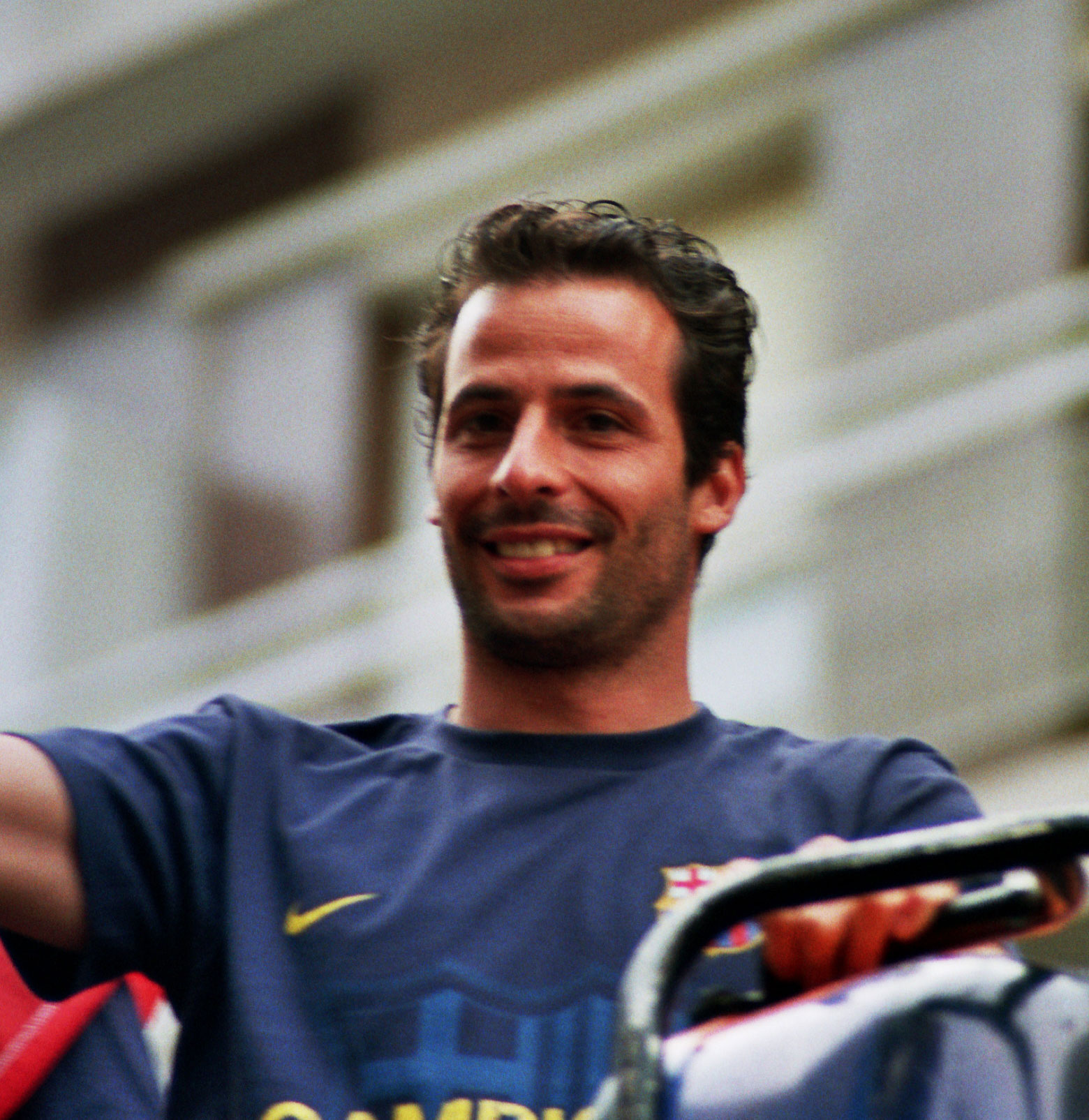
Ludovic Giuly (Paris Saint-Germain)

### Meilleur joueur
Le meilleur joueur est le Belge Eden Hazard.
|                      | Buteur               | Club                   | Buts Note 1 | Pen. Note 1 | Pas. Note 2 | J Note 3  | Min. Note 4 |
| -------------------- | -------------------- | ---------------------- | ----------- | ----------- | ----------- | --------- | ----------- |
| 1                    | Moussa Sow           | LOSC Lille             | 25          | 1           | 3           | 18        | 2795        |
| 2                    | Kevin Gameiro        | FC Lorient             | 22          | 2           | 3           | 16        | 3213        |
| 3                    | Grégory Pujol        | Valenciennes FC        | 17          | 0           | 2           | 14        | 2876        |
| 4                    | Youssef El-Arabi     | SM Caen                | 17          | 1           | 4           | 17        | 3267        |
| 5                    | Lisandro López       | Olympique lyonnais     | 17          | 2           | 4           | 12        | 2077        |
| 6                    | Loïc Rémy            | Olympique de Marseille | 16          | 0           | 3           | 14        | 2337        |
| 7                    | Gervinho             | Lille OSC              | 15          | 0           | 10          | 12        | 2844        |
| 8                    | Brown Ideye          | FC Sochaux-Montbéliard | 15          | 0           | 3           | 13        | 2781        |
| 9                    | Modibo Maïga         | FC Sochaux-Montbéliard | 15          | 0           | 2           | 13        | 3031        |
| 10                   | Nenê                 | Paris Saint-Germain    | 14          | 1           | 7           | 10        | 3080        |
| 11                   | Dimitri Payet        | AS Saint-Étienne       | 13          | 1           | 4           | 9         | 2519        |
| 12                   | Olivier Giroud       | Montpellier HSC        | 12          | 3           | 2           | 10        | 2909        |
| 13                   | Park Chu-Young       | AS Monaco FC           | 12          | 4           | 0           | 10        | 2845        |
| 14                   | André Ayew           | Olympique de Marseille | 11          | 0           | 1           | 7         | 2787        |
| 15                   | Bafétimbi Gomis      | Olympique lyonnais     | 10          | 0           | 3           | 7         | 2364        |
| 16                   | Anthony Modeste      | Girondins de Bordeaux  | 10          | 4           | 3           | 8         | 2378        |
| 17                   | Gaël Danic           | Valenciennes FC        | 9           | 0           | 7           | 8         | 2624        |
| 18                   | Romain Hamouma       | SM Caen                | 9           | 0           | 6           | 8         | 2692        |
| 19                   | Guillaume Hoarau     | Paris Saint-Germain    | 9           | 1           | 6           | 9         | 2628        |
| 20                   | Víctor Hugo Montaño  | Stade rennais FC       | 9           | 2           | 4           | 9         | 2716        |
| 21                   | Bruno Grougi         | Stade brestois 29      | 9           | 3           | 6           | 8         | 2301        |
| 22                   | 7 joueurs            | 7 joueurs              | 8 buts      | 8 buts      | 8 buts      | 8 buts    | 8 buts      |
| 29                   | 3 joueurs            | 3 joueurs              | 7 buts      | 7 buts      | 7 buts      | 7 buts    | 7 buts      |
| 32                   | 5 joueurs            | 5 joueurs              | 6 buts      | 6 buts      | 6 buts      | 6 buts    | 6 buts      |
| 37                   | 17 joueurs           | 17 joueurs             | 5 buts      | 5 buts      | 5 buts      | 5 buts    | 5 buts      |
| 54                   | 31 joueurs           | 31 joueurs             | 4 buts      | 4 buts      | 4 buts      | 4 buts    | 4 buts      |
| 85                   | 33 joueurs           | 33 joueurs             | 3 buts      | 3 buts      | 3 buts      | 3 buts    | 3 buts      |
| 118                  | 42 joueurs           | 42 joueurs             | 2 but       | 2 but       | 2 but       | 2 but     | 2 but       |
| 160                  | 76 joueurs           | 76 joueurs             | 1 but       | 1 but       | 1 but       | 1 but     | 1 but       |
| Buts contre son camp | Buts contre son camp | Buts contre son camp   | 26 buts     | 26 buts     | 26 buts     | 26 buts   | 26 buts     |
| Total                | Total                | Total                  | 890         | 53          | 468         | 330       | 30600       |
| Moyenne par match    | Moyenne par match    | Moyenne par match      | 2,32 buts   | 2,32 buts   | 2,32 buts   | 2,32 buts | 2,32 buts   |

| Règles de classement 1 : Nombre de buts inscrits (+) dont nombre de pénaltys (-) 2 : Nombre de passes décisives (+) 3 : Nombre de rencontres différentes (+) 4 : Temps de jeu total en minutes (-) 5 : Nombre de points du club du buteur (+) 6 : Nombre de cartons rouges (-) 6 : Nombre de cartons jaunes (-) |

|     | Passeur           | Club                   | Pas. Note 1 | CPA Note 1 | MD Note 2 | Min. Note 3 |
| --- | ----------------- | ---------------------- | ----------- | ---------- | --------- | ----------- |
| 1   | Marvin Martin     | FC Sochaux-Montbéliard | 17          | 6          | 13        | 3307        |
| 2   | Morgan Amalfitano | FC Lorient             | 13          | 3          | 11        | 3414        |
| 3   | Anthony Mounier   | OGC Nice               | 11          | 3          | 11        | 2859        |
| 4   | Gervinho          | Lille OSC              | 10          | 0          | 10        | 2844        |
| 5   | Eden Hazard       | Lille OSC              | 10          | 0          | 8         | 3067        |
| 6   | Jaroslav Plašil   | Girondins de Bordeaux  | 10          | 9          | 10        | 3351        |
| 7   | Ludovic Giuly     | Paris SG               | 8           | 0          | 8         | 2324        |
| 8   | Renaud Cohade     | Valenciennes FC        | 8           | 0          | 8         | 2435        |
| 9   | Gaël Danic        | Valenciennes FC        | 7           | 0          | 6         | 2624        |
| 10  | Jérôme Leroy      | Stade rennais FC       | 7           | 1          | 6         | 2000        |
| 11  | Yohan Cabaye      | Lille OSC              | 7           | 1          | 6         | 3077        |
| 12  | Nenê              | Paris Saint-Germain    | 7           | 2          | 7         | 3080        |
| 13  | Ryad Boudebouz    | FC Sochaux-Montbéliard | 7           | 3          | 6         | 3231        |
| 14  | 4 joueurs         | -                      | 6           | -          | -         | -           |
| 18  | 12 joueurs        | -                      | 5           | -          | -         | -           |
| 30  | 16 joueurs        | -                      | 4           | -          | -         | -           |
| 46  | 28 joueurs        | -                      | 3           | -          | -         | -           |
| 74  | 43 joueurs        | -                      | 2           | -          | -         | -           |
| 117 | 106 joueurs       | -                      | 1           | -          | -         | -           |

| Source : LFP.fr Classement des passeurs 1: Nombre de passes décisives dont coups de pied arrêtés 2: Nombre de matchs différents 3: Temps de jeu total en minutes |

### Première et deuxième mi-temps
| Rang | Équipe                 | Pts | J  | G  | N  | P  | Bp | Bc | Diff |
| ---- | ---------------------- | --- | -- | -- | -- | -- | -- | -- | ---- |
| 1    | Olympique lyonnais     | 70  | 38 | 19 | 13 | 6  | 28 | 12 | +16  |
| 2    | Lille OSC              | 68  | 38 | 17 | 17 | 4  | 28 | 14 | +14  |
| 3    | Olympique de Marseille | 60  | 38 | 14 | 18 | 6  | 26 | 16 | +10  |
| 4    | Paris Saint-Germain    | 58  | 38 | 14 | 16 | 8  | 29 | 22 | +7   |
| 5    | Stade rennais          | 56  | 38 | 13 | 17 | 8  | 18 | 13 | +5   |
| 6    | FC Sochaux-Montbéliard | 52  | 38 | 12 | 16 | 10 | 32 | 23 | +9   |
| 7    | AS Nancy-Lorraine      | 51  | 38 | 12 | 15 | 11 | 22 | 18 | +4   |
| 8    | AS Saint-Étienne       | 50  | 38 | 11 | 17 | 10 | 21 | 17 | +4   |
| 9    | AJ Auxerre             | 50  | 38 | 10 | 20 | 8  | 20 | 17 | +3   |
| 10   | Valenciennes FC        | 47  | 38 | 9  | 20 | 9  | 17 | 15 | +2   |
| 11   | AS Monaco              | 46  | 38 | 8  | 22 | 8  | 14 | 15 | -1   |
| 12   | Girondins de Bordeaux  | 46  | 38 | 11 | 13 | 14 | 15 | 23 | -8   |
| 13   | Toulouse FC            | 45  | 38 | 10 | 15 | 13 | 15 | 20 | -5   |
| 14   | RC Lens                | 41  | 38 | 8  | 17 | 13 | 18 | 21 | -3   |
| 15   | FC Lorient             | 40  | 38 | 7  | 19 | 12 | 21 | 26 | -5   |
| 16   | Stade brestois 29      | 39  | 38 | 7  | 18 | 13 | 13 | 20 | -7   |
| 17   | SM Caen                | 38  | 38 | 7  | 17 | 14 | 18 | 25 | -7   |
| 18   | OGC Nice               | 38  | 38 | 6  | 20 | 12 | 13 | 21 | -8   |
| 19   | Montpellier HSC        | 38  | 38 | 6  | 20 | 12 | 12 | 26 | -14  |
| 20   | AC Arles-Avignon       | 33  | 38 | 5  | 18 | 15 | 12 | 28 | -16  |

| Rang | Équipe                 | Pts | J  | G  | N  | P  | Bp | Bc | Diff |
| ---- | ---------------------- | --- | -- | -- | -- | -- | -- | -- | ---- |
| 1    | Lille OSC              | 70  | 38 | 19 | 13 | 6  | 40 | 22 | +18  |
| 2    | Olympique de Marseille | 61  | 38 | 16 | 13 | 9  | 36 | 23 | +13  |
| 3    | Paris SG               | 60  | 38 | 14 | 18 | 6  | 27 | 19 | +8   |
| 4    | Girondins de Bordeaux  | 57  | 38 | 13 | 18 | 7  | 28 | 19 | +9   |
| 5    | FC Sochaux-Montbéliard | 54  | 38 | 12 | 18 | 8  | 28 | 20 | +8   |
| 6    | Toulouse FC            | 54  | 38 | 13 | 15 | 10 | 23 | 16 | +7   |
| 7    | AJ Auxerre             | 52  | 38 | 13 | 13 | 12 | 25 | 25 | 0    |
| 8    | FC Lorient             | 51  | 38 | 12 | 15 | 11 | 25 | 22 | +3   |
| 9    | Montpellier HSC        | 51  | 38 | 11 | 18 | 9  | 20 | 17 | +3   |
| 10   | SM Caen                | 51  | 38 | 12 | 15 | 11 | 28 | 26 | +2   |
| 11   | Stade brestois 29      | 51  | 38 | 13 | 12 | 13 | 25 | 24 | +1   |
| 12   | Valenciennes FC        | 50  | 38 | 11 | 17 | 10 | 28 | 26 | +2   |
| 13   | AS Nancy-Lorraine      | 48  | 38 | 10 | 18 | 10 | 21 | 30 | -9   |
| 14   | Olympique lyonnais     | 46  | 38 | 11 | 13 | 14 | 33 | 28 | +5   |
| 15   | AS Saint-Étienne       | 46  | 38 | 11 | 13 | 14 | 25 | 30 | -5   |
| 16   | Stade rennais          | 45  | 38 | 10 | 15 | 13 | 20 | 22 | -2   |
| 17   | OGC Nice               | 45  | 38 | 11 | 12 | 15 | 20 | 27 | -7   |
| 18   | AS Monaco              | 40  | 38 | 8  | 16 | 14 | 22 | 25 | -3   |
| 19   | RC Lens                | 40  | 38 | 9  | 13 | 16 | 19 | 39 | -20  |
| 20   | AC Arles-Avignon       | 18  | 38 | 1  | 15 | 22 | 9  | 42 | -33  |

### Fair-play
Mis à jour le 10 juin 2011, au terme du championnat.
| Classement | Club                   | Pts | Joués | Carton jaune | Carton rouge | Bp |
| ---------- | ---------------------- | --- | ----- | ------------ | ------------ | -- |
| 1          | Stade brestois 29      | 50  | 38    | 50           | 0            | 36 |
| 2          | Lille OSC              | 57  | 38    | 54           | 1            | 68 |
| 3          | FC Sochaux-Montbéliard | 60  | 38    | 48           | 4            | 60 |
| 4          | RC Lens                | 63  | 38    | 54           | 3            | 35 |
| 5          | Toulouse FC            | 65  | 38    | 62           | 1            | 38 |
| 6          | FC Lorient             | 67  | 38    | 49           | 6            | 46 |
| 7          | AS Saint-Étienne       | 70  | 38    | 64           | 2            | 46 |
| 8          | Paris Saint-Germain    | 71  | 38    | 59           | 4            | 56 |
| 9          | Olympique de Marseille | 72  | 38    | 60           | 4            | 62 |
| 10         | AJ Auxerre             | 73  | 38    | 73           | 0            | 45 |
| 11         | Valenciennes FC        | 73  | 38    | 67           | 2            | 45 |
| 12         | Stade rennais          | 74  | 38    | 56           | 6            | 38 |
| 13         | Olympique lyonnais     | 80  | 38    | 56           | 8            | 61 |
| 14         | Girondins de Bordeaux  | 84  | 38    | 75           | 3            | 43 |
| 15         | AS Nancy-Lorraine      | 85  | 38    | 64           | 7            | 43 |
| 16         | AS Monaco              | 87  | 38    | 75           | 4            | 36 |
| 17         | OGC Nice               | 90  | 38    | 78           | 4            | 33 |
| 18         | AC Arles-Avignon       | 92  | 38    | 68           | 8            | 21 |
| 19         | SM Caen                | 93  | 38    | 81           | 4            | 46 |
| 20         | Montpellier HSC        | 105 | 38    | 78           | 9            | 32 |

| Barème Avertissement = 1 point Expulsion directe ou après 2 cartons jaunes = 3 points En cas d'égalité de points, les critères suivants sont appliqués : 1. plus petit nombre d'expulsions 2. meilleure attaque en cas de nombre égal d'expulsions |

### Stades et affluences
L'affluence totale des 38 rencontres de la saison est de 7 501 953 spectateurs, soit 19 742 par match.
Mis à jour le 10 juin 2011, au terme du championnat.
| Club                   | Stade                        | Capacité | Affluence moyenne |
| ---------------------- | ---------------------------- | -------- | ----------------- |
| Paris SG               | Parc des Princes             | 48 527   | 39 317            |
| AS Monaco              | Stade Louis-II               | 18 523   | 6 905             |
| AJ Auxerre             | Stade de l'Abbé-Deschamps    | 23 467   | 11 302            |
| Olympique lyonnais     | Stade de Gerland             | 42 591   | 35 266            |
| Girondins de Bordeaux  | Stade Jacques-Chaban-Delmas  | 34 694   | 24 967            |
| Stade rennais FC       | Stade de la route de Lorient | 29 778   | 23 398            |
| Olympique de Marseille | Stade Vélodrome              | 60 013   | 41 081            |
| Lille OSC              | Stadium Lille Métropole      | 18 189   | 16 426            |
| FC Sochaux             | Stade Auguste-Bonal          | 20 005   | 12 640            |
| OGC Nice               | Stade du Ray                 | 18 696   | 8 455             |
| Toulouse FC            | Stadium                      | 36 508   | 19 793            |
| AS Saint-Étienne       | Stade Geoffroy-Guichard      | 35 616   | 25 096            |
| AS Nancy-Lorraine      | Stade Marcel-Picot           | 20 087   | 16 191            |
| FC Lorient             | Stade du Moustoir            | 18 910   | 15 635            |
| Valenciennes FC        | Stade Nungesser              | 16 547   | 11 664            |
| RC Lens                | Stade Félix-Bollaert         | 41 229   | 31 452            |
| Montpellier HSC        | Stade de la Mosson           | 32 939   | 16 478            |
| AC Arles-Avignon       | Parc des Sports              | 15 004   | 9 208             |
| Stade Malherbe Caen    | Stade Michel-d'Ornano        | 21 500   | 16 019            |
| Stade brestois 29      | Stade Francis-Le Blé         | 16 000   | 13 549            |

### Statistiques diverses
Buts
- 890 buts sont marqués lors des 38 rencontres de la saison.
- Premier but de la saison : Mevlüt Erding   5e pour le Paris Saint-Germain contre l'AS Saint-Étienne (3-1), le 7 août 2010.
- Premier but contre son camp : Jérémie Janot   42e pour l'AS Saint-Étienne en faveur du Paris Saint-Germain (3-1), le 7 août 2010.
- Premier penalty : Paulo Machado   85e pour le Toulouse FC contre le Stade brestois (2-0), le 7 août 2010.
- Premier doublé : Bafétimbi Gomis   6e   23e pour Lyon contre Caen (2-3), le 15 août 2010.
- Premier coup du chapeau : Dimitri Payet   5e   78e   85e pour Saint-Étienne face à Lens (1-3) lors de la 4e journée, le 28 août 2010.
- Plus jeune buteur de la saison : M'Baye Niang à l'âge de 16 ans, 4 mois et 19 jours pour le compte du SM Caen face au RC Lens, le 7 mai 2011.
- But le plus rapide d'une rencontre : Éric Mouloungui   1re (27 secondes) pour l'OGC Nice contre le FC Lorient (2-0), le 21 mai 2011.
- But le plus tardif d'une rencontre : Anthony Modeste   90+6e pour les Girondins de Bordeaux face à l'OGC Nice, le 11 septembre 2010.
- Plus grande marge : 5 buts
  - Olympique lyonnais 5 - 0 AC Arles-Avignon le 6 mars 2011
  - Lille 5-0 AC Arles-Avignon le 30 avril 2011
- Plus grand nombre de buts dans une rencontre : 9 buts
  - Lille 6 - 3 Lorient, le 5 décembre 2010
- Plus grand nombre de buts en une mi-temps : 5 buts
  - La 2e mi-temps de Valenciennes 3 - 2 Marseille, le 14 août 2010
  - La 2e mi-temps de Lille 6 - 3 Lorient, le 5 décembre 2010 (2-2 mt)

Discipline
- Premier carton jaune : Grégory Tafforeau  9e lors de Marseille - Caen, le 7 août.
- Premier carton rouge : Pascal Berenguer    51e,  88e lors de RC Lens - Nancy, le 7 août.
- Plus grand nombre de cartons jaunes dans un match : 7 cartons
  - Sochaux - Arles-Avignon : à Ryad Boudebouz, Marvin Martin et Jacques Faty (Sochaux) et à Jamel Aït Ben Idir, Deme N'Diaye, Elamine Erbate et Bakary Soro (Arles-Avignon)
  - Valenciennes - Marseille : à Gaëtan Bong, José Saez et Renaud Cohade (Valenciennes) et à André Ayew, Mathieu Valbuena, Lucho González et Gabriel Heinze (Marseille)

## Parcours en coupes d'Europe
Le parcours des clubs français en coupes d'Europe est important puisqu'il détermine le coefficient UEFA, et donc le nombre de clubs français présents en coupes d'Europe les années suivantes.
| Club                   | Compétition         |                                                                            |
| ---------------------- | ------------------- | -------------------------------------------------------------------------- |
| Olympique de Marseille | Ligue des Champions | éliminé en huitième de finale (Manchester United )                         |
| Olympique lyonnais     | Ligue des Champions | éliminé en huitième de finale (Real Madrid CF )                            |
| AJ Auxerre             | Ligue des Champions | éliminé en phase de groupes (Real Madrid CF , Milan AC et Ajax Amsterdam ) |
| Paris Saint-Germain    | Europa Ligue        | éliminé en huitième de finale (Benfica Lisbonne )                          |
| Lille OSC              | Europa Ligue        | éliminé en seizième de finale (PSV Eindhoven )                             |
| Montpellier HSC        | Europa Ligue        | éliminé au troisième tour de qualification (Gyor ETO FC )                  |

Mis à jour le : 22 mai 2011
| Rang 2011 | Rang 2010 | Diff. | Ligue      | 2007   | 2008   | 2009   | 2010   | 2011   | Total  | Places en Ligue des Champions | Places en Ligue des Champions | Places en Ligue des Champions | Places en Ligue Europa | Places en Ligue Europa |
| Rang 2011 | Rang 2010 | Diff. | Ligue      | 2007   | 2008   | 2009   | 2010   | 2011   | Total  | Groupes                       | Barrages                      | 3e tour                       | Barrages               | 3e tour                |
| --------- | --------- | ----- | ---------- | ------ | ------ | ------ | ------ | ------ | ------ | ----------------------------- | ----------------------------- | ----------------------------- | ---------------------- | ---------------------- |
| 1         | 1         | =     | Angleterre | 16,625 | 17,875 | 15,000 | 17,928 | 18,537 | 85,785 | 3                             | 1                             | 0                             | 2                      | 1                      |
| 2         | 2         | =     | Espagne    | 19,000 | 13,875 | 13,312 | 17,928 | 17,928 | 82,043 | 3                             | 1                             | 0                             | 2                      | 1                      |
| 3         | 4         | +1    | Allemagne  | 9,500  | 13,500 | 12,687 | 18,083 | 15,666 | 69,436 | 3                             | 1                             | 0                             | 2                      | 1                      |
| 4         | 3         | -1    | Italie     | 11,928 | 10,250 | 11,375 | 15,428 | 11,571 | 60,552 | 2                             | 1                             | 0                             | 2                      | 1                      |
| 5         | 5         | =     | France     | 10,000 | 6,928  | 11,000 | 15,000 | 10,750 | 53,678 | 2                             | 1                             | 0                             | 2                      | 1                      |
| 6         | 9         | +3    | Portugal   | 8,083  | 7,928  | 6,785  | 10,000 | 18,800 | 51,596 | 2                             | 0                             | 1                             | 2                      | 1                      |

| Rang 2011 | Rang 2010 | Diff. | Club                   | 2007    | 2008    | 2009    | 2010    | 2011    | Détails Coefficient 2011 | Détails Coefficient 2011 | Détails Coefficient 2011 | Détails Coefficient 2011 | Détails Coefficient 2011 | Détails Coefficient 2011 | Détails Coefficient 2011 | Détails Coefficient 2011 | Détails Coefficient 2011 | Détails Coefficient 2011 | Coefficient UEFA 2011 |
| Rang 2011 | Rang 2010 | Diff. | Club                   | 2007    | 2008    | 2009    | 2010    | 2011    | Vq                       | Nq                       | Dq                       | V                        | N                        | D                        | Pts                      | Bonus                    | 1/5 coeff L1             | Total                    | Coefficient UEFA 2011 |
| --------- | --------- | ----- | ---------------------- | ------- | ------- | ------- | ------- | ------- | ------------------------ | ------------------------ | ------------------------ | ------------------------ | ------------------------ | ------------------------ | ------------------------ | ------------------------ | ------------------------ | ------------------------ | --------------------- |
| 13        | 10        | -3    | Olympique lyonnais     | 17,0000 | 13,3856 | 15,2000 | 28,0000 | 19,1500 | -                        | -                        | -                        | 3                        | 2                        | 3                        | 8                        | 9                        | 2,1500                   | 19,1500                  | 92,735                |
| 24        | 25        | +1    | Olympique de Marseille | 4,0000  | 13,3856 | 14,2000 | 17,0000 | 20,1500 | -                        | -                        | -                        | 4                        | 1                        | 3                        | 9                        | 9                        | 2,1500                   | 20,1500                  | 68,735                |
| 38        | 47        | +9    | Paris Saint-Germain    | 15,0000 | 1,3856  | 18,2000 | 3,0000  | 14,1500 | (1)                      | (0)                      | (1)                      | 3                        | 6                        | 1                        | 12                       | -                        | 2,1500                   | 14,1500                  | 51,735                |
| 50        | 41        | -9    | Lille OSC              | 13,0000 | 1,3856  | 2,2000  | 15,0000 | 9,1500  | (1)                      | (1)                      | (0)                      | 2                        | 3                        | 3                        | 7                        | -                        | 2,1500                   | 9,1500                   | 40,735                |
| 81        | 101       | +20   | AJ Auxerre             | 9,0000  | 1,3856  | 2,2000  | 3,0000  | 8,1500  | (1)                      | (0)                      | (1)                      | 1                        | 0                        | 5                        | 2                        | 4                        | 2,1500                   | 8,1500                   | 23,735                |
| 139       | NC        | -     | Montpellier HSC        | 2,0000  | 1,3856  | 2,2000  | 3,0000  | 3,1500  | (1)                      | (0)                      | (1)                      | 0                        | 0                        | 0                        | 0                        | 1                        | 2,1500                   | 3,1500                   | 11,735                |